# کاتی لازار
کاتی لازار (مجاری: Kati Lázár؛ زادهٔ ۱۴ دسامبر ۱۹۴۸) بازیگر اهل مجارستان است. از فیلم‌هایی که وی در آن نقش داشته‌است، می‌توان به هارمونی‌های ورکمایستر و مردی از لندن اشاره کرد. وی همچنین برندهٔ جوایزی همچون جایزه کشوت شده‌است.